# Барабанов, Борис Николаевич
Борис Николаевич Барабанов (род. 5 февраля 1955) — советский хоккеист, российский тренер.

## Карьера
Играть в хоккей Борис начал Новосибирске. Первым тренером был Михаил Исаков, тренировавший «Буревестник». В 17 лет стал играть в составе «Сибири». Привлекался в молодёжную сборную СССР, в составе которой становился чемпионом мира (1975).
Основную часть карьеры провёл в «Сибири», исполняя обязанности капитана команды. Ездил на пробы в «Спартак» (Москва) и «Динамо» (Рига), но не смог закрепиться в этих командах.
Всего в высшем дивизионе за 4 сезона провёл 89 игр, набрав 22+17 очков. Большая часть карьеры прошла в первой лиге, где за 12 сезонов сыграл 595 раз, забросив 342 шайбы и отдав 214 результативных передачи. Это позволило Барабанову занять третью строчку в списке бомбардиров клуба.
В 1986 году перешёл в команду второй лиги — «Машиностроитель» из Новосибирска, где за 2 сезона забил 42 шайбы.
Заканчивал игровую карьеру в Польше.
Именной свитер Бориса Барабанова с номером 9 поднят под своды ЛДС «Сибирь».